# Rudka (Szczytno)
Rudka (deutsch Hamerudau) ist ein Dorf in der polnischen Woiwodschaft Ermland-Masuren. Es gehört zur Gmina Szczytno (Landgemeinde Ortelsburg) im Powiat Szczycieński (Kreis Ortelsburg).

## Geographische Lage
Rudka liegt am Westufer des Waldpusch (polnisch Wałpusza) in der südlichen Mitte der Woiwodschaft Ermland-Masuren, fünf Kilometer südöstlich der Kreisstadt Szczytno (deutsch Ortelsburg).

## Geschichte
Das vor 1785 Rudau, nach 1785 Hammerudau und nach 1820 Hammerrudau genannte Dorf soll vor 1446 gegründet worden sein. Im Jahre 1874 wurde es in den Amtsbezirk Beutnerdorf (polnisch Bartna Strona, nicht mehr existent) eingegliedert und nach dessen Auflösung 1913 in den Amtsbezirk Lehmanen (polnisch Lemany) – beide im ostpreußischen Kreis Ortelsburg gelegen – umgegliedert.
Im Jahre 1910 waren in Hamerudau 318 Einwohner registriert. Ihre Zahl stieg bis 1933 auf 342 und belief sich 1939 ebenfalls auf 342.
Aufgrund der Bestimmungen des Versailler Vertrags stimmte die Bevölkerung im Abstimmungsgebiet Allenstein, zu dem Hamerudau gehörte, am 11. Juli 1920 über die weitere staatliche Zugehörigkeit zu Ostpreußen (und damit zu Deutschland) oder den Anschluss an Polen ab. In Hamerudau stimmten 213 Einwohner für den Verbleib bei Ostpreußen, auf Polen entfielen keine Stimmen.
Als 1945 in Kriegsfolge das gesamte südliche Ostpreußen an Polen überstellt wurde, war auch Hamerudau davon betroffen. Es erhielt die polnische Namensform „Rudka“ und ist heute –  mit Sitz eines Schulzenamtes (polnisch Sołectwo) – eine Ortschaft im Verbund der Landgemeinde Szczytno (Ortelsburg) im Powiat Szczycieński (Kreis Ortelsburg), bis 1998 der Woiwodschaft Olsztyn, seither der Woiwodschaft Ermland-Masuren zugehörig. Im Jahre 2011 zählt Rudka 879 Einwohner.

## Kirche
Bis 1945 war Hamerudau in die evangelische Kirche Ortelsburg in der Kirchenprovinz Ostpreußen der Kirche der Altpreußischen Union sowie in die römisch-katholische Kirche Ortelsburg im Stadtteil Beutnerdorf (polnisch Bartna Strona, nicht mehr existent), damals im Bistum Ermland, eingepfarrt.
Auch heute besteht die kirchliche Beziehung zur Kreisstadt: zur evangelischen Kirche Szczytno, jetzt in der Diözese Masuren der Evangelisch-Augsburgischen Kirche in Polen gelegen, und zur katholischen Pfarrgemeinde „Mariä Himmelfahrt“ in Szczytno, jetzt dem Erzbistum Ermland zugehörig.

## Schule
Hamerudau gehörte bis 1912 zum Gesamtschulverband Worfengrund (polnisch Czarkowy Grąd). 1913 erhielt das Dorf ein neues Schulgebäude, in dem zweiklassig unterrichtet wurde.

## Verkehr
Rudka liegt an einer Nebenstraße, die von der polnischen Landesstraße 53 (einstige deutsche Reichsstraße 134) bei Szczytno über Nowe Gizewo ((Neu) Gisöwen) nach Prusowy Borek (Prussowborrek) führt. Außerdem ist der Nachbarort Czarkowy Grąd über eine Nebenstraße direkt mit Rudka verbunden. Eine Anbindung an den Bahnverkehr besteht nicht.